# Уэст, Ребекка
Ребекка Уэст (настоящее имя Сесиль Изабель Фэйрфилд; 21 декабря 1892, Лондон — 15 марта 1983, там же) — британская писательница, журналистка, литературный критик, деятельница суфражистского движения.

## Биография
Родилась в семье шотландской пианистки и англо-ирландского журналиста, который бросил семью, когда Сесиль было восемь лет, после чего семья переехала в Эдинбург. Сесиль училась в школе для девочек Джорджа Уотсона, но в 1907 году была вынуждена прекратить обучение из-за туберкулёза. После выздоровления в 16-летнем возрасте она больше не смогла вернуться к получению образования по причине отсутствия в семье денег.
Свой псевдоним «Ребекка Уэст» она взяла в честь сыгранной ей роли в пьесе Генриха Ибсена «Росмерсхольм»; первоначально она хотела стать актрисой, но с 1911 года решила заняться журналистикой и присоединилась к суфражистскому движению, вскоре получив известность в левой прессе своими статьями, в которых выступала за предоставление женщинам избирательного права.
Герберт Уэллс был ее любовником, в 1914 году родила от него сына Энтони Уэста, который впоследствии стал актером и литератором. 
В 1916 году Уэст опубликовала биографию Генри Джеймса, в 1918 году вышел её первый роман, «Return of Soldier» (о контуженном солдате Первой мировой войны), после чего она сумела сделать успешную карьеру писательницы. В 1930 году вышла замуж за банкира, однако этот брак фактически был формальным. К 1940 году Уэст была одной из богатейших писательниц Великобритании. В годы Второй мировой войны она основала ферму в своей загородной усадьбе для югославских беженцев.
К числу её наиболее известных произведений относятся «The Judge» (1922), «Harriet Hume» (1929), «The Thinking Reed» (1936), «The Fountain Overflows» (1957), «The Birds Fall Down» (1966), а также двухтомник «Black Lamb and Grey Falcon» (1942), написанный на основе материалов, собранных по итогам поездки писательницы в 1937 году в Югославию. К числу её наиболее известных публицистических произведений относятся репортажи о ходе Нюрнбергского процесса над нацистскими военными преступниками, собранные в 1955 году в сборник «A Train of Powder». В 1959 году она стала Дамой-командором Ордена Британской империи. Её романы были весьма успешны, но, по мнению критиков, уступают по таланту её публицистическим произведениям, хотя исследователи конца XX века считают её художественные произведения важными вехами в развитии феминистской литературы.